# Oléo-protéagineux
Les oléo-protéagineux ou oléoprotéagineux sont les graines ou des fruits qui sont à la fois riche en lipides et en protéines, comme l'arachide, le colza, le tournesol, les lentilles, ou le soja.
La production mondiale d'oléo-protéagineux serait de 663 millions de tonnes durant la saison 2023-2024, selon les données du département de l'Agriculture des États-Unis. L'Afrique n'en produit que 23 millions de tonnes et doit en importer.
Les oléo-protéagineux sont surtout utilisées pour produire de l’huile mais servent aussi pour l’élevage afin d’équilibrer les rations en nutriments.